# Equipa da Superleague Fórmula do Rangers Football Club
A Equipa da Superleague Fórmula do Rangers F.C. é uma equipa da Superleague Fórmula que representa o clube escocês Rangers F.C. na Superleague Fórmula. A equipa tem sido operada pela Alan Docking Racing em todas as épocas, mas a Team West-Tec operou a equipa durante a pré-temporada de 2008. O carro foi revelado no Ibrox Stadium com a equipa principal do Rangers F.C. presente, incluindo o treinador Walter Smith.

## Temporada de 2008
Na Temporada da Superleague Fórmula de 2008 o Rangers F.C. acabou em 13º, sendo uma das 3 equipas a não conseguirem qualquer pódio. Ryan Dalziel foi o piloto em todas as rondas excepto na de Nürburgring, onde James Walker foi o piloto, acabando em 4º, a melhor classificação do clube na temporada.

## Temporada de 2009
John Martin foi o piloto para a Temporada da Superleague Fórmula de 2009, e a equipa de corridas continuou a ser a Alan Docking Racing. A equipa acabou o campeonato no 10º lugar.

## Registo
(Legendas)
| Ano  | Equipa de Automobilismo | Pilotos      | 1        | 2        | 3   | 4        | 5   | 6        | 7   | 8        | 9   | 10  | 11  | 12  | Pontos | Rank |
| Ano  | Equipa de Automobilismo | Pilotos      | DON      | DON      | NÜR | NÜR      | ZOL | ZOL      | EST | EST      | VAL | VAL | JER | JER | Pontos | Rank |
| ---- | ----------------------- | ------------ | -------- | -------- | --- | -------- | --- | -------- | --- | -------- | --- | --- | --- | --- | ------ | ---- |
| 2008 | Alan Docking Racing     |              |          |          |     |          |     |          |     |          |     |     |     |     |        |      |
| 2008 | Alan Docking Racing     | Ryan Dalziel | 8        | 14 (Ret) |     |          | 8   | 17 (Ret) | 13  | 15 (Ret) | 5   | 7   | 15  | 6   | 227    | 13º  |
| 2008 | Alan Docking Racing     | James Walker |          |          | 4   | 12 (Ret) |     |          |     |          |     |     |     |     | 227    | 13º  |
| Ano  | Equipa de Automobilismo | Piloto       | MAG      | MAG      | ZOL | ZOL      | DON | DON      | EST | EST      | MOZ | MOZ | JAR | JAR | Pontos | Rank |
| 2009 | Alan Docking Racing     | John Martin  | 17 (Ret) | 16 (Ret) | 2   | 15 (Ret) | 2   | 16 (Ret) | 5   | 8        | 11  | 12  | 10  | 9   | 241    | 10º  |

### Resultados em Super Final
| Ano  | 1       | 2       | 3     | 4       | 5       | 6       |
| 2009 | MAG DNQ | ZOL N/A | DON 1 | EST DNQ | MOZ N/A | JAR DNQ |